# Edoardo Zardini (Skirennläufer)
Edoardo Zardini (* 19. November 1976 in Cortina d’Ampezzo) ist ein ehemaliger italienischer Skirennläufer. Er gehörte von 1999 bis 2008 der italienischen Skinationalmannschaft an, seine Spezialdisziplin war der Slalom.

## Biografie
Es ist das Verdienst von Zardinis Mutter, dass er zum Skisport kam. Bereits im Alter von fünf Jahren wurde er Mitglied des Ski-Clubs Cortina. Seinen ersten bedeutenderen Erfolg feierte er im Alter von 18 Jahren, als er bei der italienischen Juniorenmeisterschaft Zweiter im Slalom wurde. Nach dem Abschluss der Schule widmete er sich ganz dem Skitraining. Über verschiedene FIS-Rennen und Erfolgen im Europacup schaffte er 1999 den Sprung in die italienische Skinationalmannschaft.
Sein Debüt im Weltcup gab Zardini im Januar 2000 in Chamonix, konnte sich dort aber zunächst nicht behaupten. Zwei Jahre lang blieb er ohne gültiges Ergebnis. Die Serie von Misserfolgen riss im Januar 2002. Beim Weltcupslalom von Wengen fuhr er überraschend auf den dritten Rang. Mit dieser Leistung qualifizierte er sich für die Olympischen Winterspiele in Salt Lake City, wo er allerdings im ersten Slalomdurchgang ausschied.
In den folgenden zwei Jahren konnte er auch nicht annähernd seine Leistung von Wengen bestätigen. Mit einer Ausnahme, einem K.O.-Slalom, blieb er wieder ohne Platzierung. Lediglich Anfang 2004 gelangen ihm einige Erfolge. Mit drei Platzierungen unter den besten zehn kam er in der Slalomgesamtwertung der Saison 2003/04 auf Rang 18. In den folgenden drei Saisonen gelang ihm nur noch ein Ergebnis (22. Rang in Schladming am 24. Januar 2006). Am 9. Februar 2008 fuhr Zardini in Garmisch-Partenkirchen sein letztes Weltcuprennen.

## Erfolge

### Weltcup
- 1 Podestplatz, weitere 3-mal unter den besten 10

### Europacup
- 1 Podestplatz, weitere 17-mal unter den besten 10

### Italienische Meisterschaften
- Italienischer Meister in der Kombination 2000